# Kisty
Kisty（キスティー）は、『智一・美樹のラジオビッグバン』（文化放送）の7代目アシスタント（第5期BGP）からなるユニット。ユニット名は、リスナーから案を募集し、メンバーの頭文字から考えられている。

## 概要
アシスタントとしては2005年11月から番組に参加、2006年3月21日にKistyとしてデビュー。デビューシングル「恋人は……（テンテンテン）」が、3か月以内に1500枚以上売れなければ、即解散。さらに、番組を強制卒業の条件がつけられ、ファンの中には存続を願って複数枚購入する者もいたが7月2日、1500枚に満たなかったため、ラジオビッグバン放送内で活動休止が宣言された。

## メンバー
- K - こひなたえり（1980年11月18日 - 、血液型B型）
- i - 今井麻夏（いまいあさか、1987年6月23日 - 、血液型O型）
- s - 佐藤聡美（さとうさとみ、1986年5月8日 - 、血液型O型）
- t - 棚橋麻衣（たなはしまい、1983年8月23日 - 、血液型A型）
- y - 吉冨加奈恵（よしとみかなえ、1989年1月30日 - 、血液型B型）

## 楽曲
- 「恋人は……（テンテンテン）」TMRB-0001

恋人は……（テンテンテン）作詞：伊福部崇 作曲：鷲崎健 編曲：杉浦"ラフィン"誠一郎
恋をください ダメですか? 作詞：伊福部崇 作曲：鷲崎健 編曲：杉浦"ラフィン"誠一郎
- - CDのジャケットは実写版とイラスト版がある。クレジットには番組内での約束どおり、Kistyという名前を考えたリスナーの本名・ペンネームが掲載されている。
  - 「手売り」をメインにしているため、店頭での販売はなく、オフィシャルサイトでの通販や、イベント会場・サテライトスタジオでのラジオ収録後の5人による手売りでのみ購入が出来た。

## ユニット休止
6月になり、売り上げが1500枚に達するのが困難な状況と判断、番組内での審議の結果、Kistyへの意見・感想・想いを記した救済メール1通につき、CD1枚分の売り上げとして換算、1枚ごとに内容が違えば1人何通でも出すことが出来るが、極端に文章の短いものは換算しないなど条件をつけ、最終的にはCD1356枚、メール466通で合計1822枚となりその結果、番組卒業は例年通り9月まで伸びることになった。しかしCD自体の販売枚数が1500枚に達しなかったため、Kistyとしての音楽活動は休止となった。活動は休止になったが、休止前に依頼のあった営業に関しては、その営業に限ってKistyとしての活動を臨時に行うことになり、6月以降もいくつかのイベントに登場した。

## 活動
ここでは、Kistyとしての活動についてのみ記す。番組自体の動きは智一・美樹のラジオビッグバンを参照のこと。
ここでいう社屋とは、新宿区若葉にあった文化放送の旧社屋のことを指す（現社屋は港区）。

### デビュー前
2006年1月1日、正月の生放送内にてユニット活動を行うと告知される。
2006年2月5日（ラジオ放送分）にて、公募によりユニット名がKistyに決まる。ユニット名の案には、ラジオビッグバンを象徴するような下ネタを含むセクシャルな内容のものも含まれていた。

### デビューイベント
2006年3月21日、文化放送社屋で行われた。司会は鷲崎健。
内容は正面玄関でのCDの手売りと会議室でのライブで、CD購入者には5人のブロマイドがCD1枚につき1枚プレゼントされた。販売後、社屋内の会議室に移動し、ライブを行った。

### プロモーションバスツアー
2006年3月26日（放送は4月2日）、都内でCDの販売促進活動を行うためにバス移動を行った。周った場所は下記のとおり。
- 赤坂豊川稲荷に参拝。
- 秋葉原で路上ライブ。
- 東京国際アニメフェア2006（東京国際展示場）でのライブ[1]。
- 原宿での販促活動。

ゲストはポアロの2人。

### サテライトスタジオ出張収録
リスナーとの交流を目的として、不定期で西新宿にある東放学園のサテライトスタジオで番組収録を行う。番組中、Kistyの曲を流す場面になると、5人が外に向かってダンスを披露する。そのためサテライトスタジオ収録時は、イベント用の白い衣装を着る。
収録後は本人たちによるCDの手売りが行われる。

### インターネットラジオ
文化放送が配信するインターネットラジオ「BBQR」内でKistyの5人による番組、KistyのKisty Timeのパーソナリティを担当。毎週水曜日配信で、（キス）ティ タイムとtea timeをかけて、「お茶会」をイメージとしたトーク中心の進行。
2006年6月11日、野球中継の延長でラジオビッグバンが30分版になった際、その30分枠をKisty Time出張版として地上波で放送。内容はゲストに関・長沢を呼び、ラジオビッグバンに近いものとなった。なお、この収録は6月5日にサテライトスタジオで収録されたもので、この日収録された60分版のラジオビッグバンは6月25日に放送された。
2006年7月2日のラジオビッグバン上において、Kisty活動休止のためKisty Timeの打ち切りを宣言。7月5日の配信が最終回となった。

### ポアロとの競演
作詞作曲を担当したポアロの出るイベントやラジオ番組へゲスト出演。
- すときゃ! ポアロのあと何分あるの? 2006年4月3日分にゲスト出演。収録時間の関係で吉冨は出演しなかった。
- ポアロマンスリーライブ（新宿） 2006年6月13日にゲスト出演。ステージ上で伊福部がメンバーと接触転倒、腕が内出血で腫れてしまう。
- すときゃ3番組合同イベント（高円寺） 2006年5月7日にゲスト出演。
- 文化放送 A&G 超RADIO SHOW〜アニスパ!〜 2006年3月18日放送分（生放送）にゲスト出演。収録時間の関係で労働基準法第61条の「年少者（18歳未満）の深夜業」に抵触するため今井・吉冨は出演しなかったが、お目付け役として長沢が参加。

### イベント出演
アイドルユニットという性格上、アニメ・ゲーム関連のイベント以外にもさまざまなイベントにも出演した。
- 東京みなと祭（2006年5月13日、5月14日 晴海・日の出桟橋）
- IMC TOKYO 2006（2006年6月8日、6月9日 幕張メッセ）

### ラジオ・ゲスト出演
- 情報アキハバラエティ はばラジ - 宣伝のため2006年5月25日出演。
- ドカベンアイランド - 2006年4月出演。宣伝のためこひなた＆棚橋のみ出演。デビュー曲を相撲の替え歌にして生で歌った。

## こぼれ話
文化放送内で見つけたヤモリにグループ名のKisty（通称：ヤモキス）という名前をつけ、飼育していたが、餌として飼育箱に入れたゴミムシに食べられ、6月21日に死んでいる。